# Svjetsko prvenstvo u reliju 2012.
Svjetsko prvenstvo u reliju 2012. je 40. sezona FIA Svjetskog prvenstva u reliju. Sezona je započela utrkom Reli Monte Carlo 17. siječnja, a uključivala je 13 reli utrka. Svjetski prvak je po deveti puta postao Sébastien Loeb u automobilu Citroën DS3 WRC, ispred finaca Mikko Hirvonena i Jari-Matti Latvale. Momčadska titula je pripala momčadi Citroën Total WRT.

## Poredak

### Prvenstvo vozača
1. Sébastien Loeb - ukupno 270 bodova
2. Mikko Hirvonen - ukupno 213 bodova
3. Jari-Matti Latvala - ukupno 154 bodova
4. Mads Østberg - ukupno 149 bodova
5. Petter Solberg - ukupno 124 bodova

### Prvenstvo momčadi
1. Citroën Total World Rally Team - 453 bodova
2. Ford World Rally Team - 309 bodova
3. M-Sport Ford World Rally Team - 170 bodova

## Vanjske poveznice
- Službene internet stranice Svjetskog prvenstva u reliju (engl.) (fr.) (šp.)